# 다운 (영화)
"다운"은 2018년에 제작한 대한민국의 영화이다.

## 캐스팅

### 주연
- 김재화 : 경진 역
- 윤경호 : 태원 역

### 조연
- 임시준
- 이현지
- 박정원

## 수상
- 2018년 제23회 부산국제영화제 와일드 앵글
- 2018년 제44회 서울독립영화제 수상 독립스타상 - 배우 부문 (김재화)
- 2019년 제18회 미쟝센 단편영화제 비정성시 부문
- 2019년 제21회 정동진독립영화제 단편
- 2019년 제20회 대구단편영화제 국내경쟁
- 2019년 제20회 가치봄영화제 PDFF 경선
- 2019년 제6회 가톨릭영화제 수상 스텔라상 (김재화), 우수상 (이우수)
- 2019년 제1회 평창국제평화영화제 한국경쟁